# Denning (cráter marciano)
Denning es un cráter situado en el cuadrángulo Sinus Sabaeus de Marte, en las coordenadas 17.7° latitud sur y 326.6° longitud oeste. Tiene aproximadamente 165 km de diámetro y debe su nombre a William F. Denning, un astrónomo británico (1848–1931).
|  |

## Cráteres

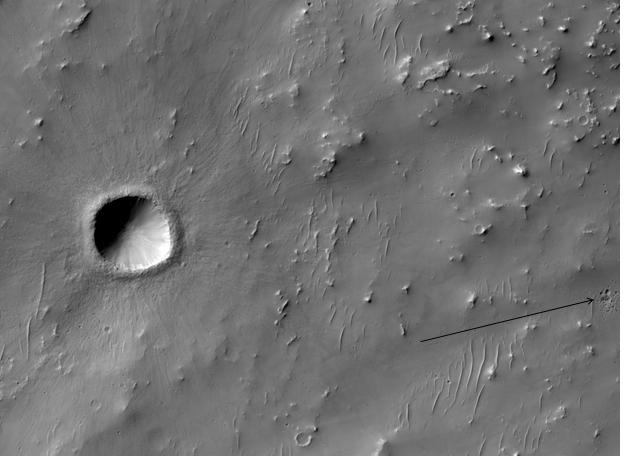
Pequeño cráter reciente sobre la superficie de Dennin, fotografiado por HiRISE. La flecha muestra un grupo de cráteres secundarios debidos a la caída de materiales eyectados.

Cuándo un cometa o asteroide colisiona a alta velocidad con la superficie de Marte crea un cráter de impacto primario. El impacto primario también puede expulsar un volumen significativo de rocas que finalmente vuelven a caer generando cráteres secundarios. Estos cráteres secundarios pueden presentarse en grupos, que cuando muestran condiciones de erosión similares plausiblemente proceden de la misma época.  Si estos cráteres secundarios proceden de un único gran impacto próximo, entonces se habrían formado en aproximadamente el mismo instante de tiempo.  La imagen bajo Dennin muestra un grupo de cráteres secundarios.